# 小林クリエイト
小林クリエイト株式会社（こばやしクリエイト、英: Kobayashi Create Co., Ltd.）は、愛知県刈谷市に本社を置く日本の印刷会社である。1937年（昭和12年）創業。
日本フォーム印刷工業連合会に加入している。2015年（平成27年）時点の主力事業はビジネスフォーム（いわゆるコンピュータ用紙）の製造・販売である。ビジネスフォーム印刷のリーディングカンパニーとして知られ、計測用記録紙の国内シェアは1位である。みどり会の会員企業であり、三和グループに属している。

## 歴史

### 創業
1905年（明治38年）1月30日、小林日吉は愛知県幡豆郡寺津町（現在の西尾市）の製糸業を家業とする家に生まれた。1925年（大正14年）に旧制浜松高等工業学校（現在の静岡大学工学部）を卒業し、しばらくは寺津町で家業を手伝っていたが、その後東京の商社に勤務していた時に記録紙の存在を知った。
1937年（昭和12年）、小林日吉は東京市滝野川区田端町に工業用計測記録紙を製造する小林商店を創業した。当時の日本では記録紙を輸入に頼っており、小林日吉は国内生産を目指して小林商店を立ち上げた。戦争によって輸入が途絶えた時期だったことから、日本軍関係の需要などで創業のタイミングとしては絶好機だった。1938年（昭和13年）10月には国産第一号の記録紙印刷に成功し、小林商店は日本軍の指定工場にもなった。太平洋戦争の戦禍が激しくなった1945年（昭和20年）4月には、田端町から長野県岡谷市に疎開した。

### 戦後
終戦後には生産設備を東京ではなく三河地方の碧海郡新川町（現在の碧南市）に移した。1946年（昭和21年）には株式会社小林記録紙製造所を設立して法人化し、1947年（昭和22年）には拠点を碧海郡刈谷町（現在の刈谷市寿町）に移している。1948年（昭和23年）から1950年（昭和25年）にかけて、東京都・大阪市・名古屋市・九州に営業所を設立した。
1950年以後には朝鮮特需で記録紙の需要が伸び、1954年（昭和29年）には販売部を小林記録紙販売株式会社として独立させている。1952年（昭和27年）頃にはビジネスフォーム（コンピュータ用紙）の開発に成功し、1950年代後半以後にコンピュータが普及するとビジネスフォームの需要が飛躍的に拡大した。1956年（昭和31年）には広大な用地を求めて刈谷市郊外の小垣江町に移転した。
1960年（昭和35年）にはドイツのゲーベル社の印刷機を導入し、さらにアメリカ製パンチカード機を導入するなどして、生産能力と技術力を拡大させた。1971年（昭和46年）に安城工場を、1973年（昭和48年）に富士工場を建設した。1986年（昭和61年）に製造・販売を統合し、社名を小林記録紙株式会社と改めた。1990年（平成2年）には100%子会社のコスメックを設立し、顧客のデータ処理を受託する事業を開始した。1991年（平成3年）には生産ラインの部品調達システムを開発して高評価を得た。1991年には九州小林記録紙株式会社を設立し、1997年（平成9年）には東京情報処理センターを開設する。1999年（平成11年）には国内の印刷業界で初めてプライバシーマークを取得している。医療の分野では、血液検査用プリンターなどを開発している。

### 近年の動向
2007年（平成19年）10月1日、創業70周年を機に小林記録紙から小林クリエイト株式会社へ社名を変更した。新社名は社内から募ったものである。2012年（平成24年）には安城工場の遊休地を利用して農業ビジネスにも参入した。2013年（平成25年）には富士工場の印刷工場を大規模な植物工場に改装し、レタスやツブリナの生産を開始して農業ビジネスに本格的に参入した。2014年（平成26年）8月には富士通と連携し、植物工場・施設園芸向け生産管理ソリューションの販売を開始した。

## 社会貢献活動
園児のお絵かきなどに役立てるために、2014年（平成26年）10月からは刈谷市内の保育園や幼稚園に対して紙や段ボールなどの廃材を送る活動を行っている。2017年（平成29年）には創業80周年を記念して、刈谷市内の小中学校11校に液晶テレビやタブレット端末などの備品を寄贈した。

## スポーツ
社内に軟式野球部と陸上競技部を持つ。
軟式野球部は1950年（昭和25年）創部。全日本軟式野球連盟に加盟。天皇賜杯全日本軟式野球大会で優勝2回（1979年、1992年）、準優勝2回（1984年、1988年）や、1976年の佐賀国体で3位などの実績を誇る。2019年からは元プロ野球選手の八木亮祐が所属している。
陸上競技部は2018年（平成30年）4月創部。日本陸上競技連盟、中部実業団陸上競技連盟に加盟。ハンマー投選手の墨訓煕が所属しており、2018年の日本選手権で優勝。2019年（平成31年）にはアジア陸上競技選手権大会に出場した。

## 営業所・工場等
- 本社（愛知県刈谷市）
- 営業本部（東京都中央区）
- 工場
  - 本社・安城の2ヶ所。
- 情報処理センター
  - 東京・中部・関西の3ヶ所。
- 営業所
  - 東京、名古屋、広島など26ヶ所。

## 関連企業
- 小林クリエイト九州株式会社
- 小林コマース株式会社
- 株式会社ケーピーシー
- 株式会社コンピュータ・プリンティング・サポート
- 上海祥浩印務有限公司（中国）
- 小林可利愛特（上海）貿易有限公司（中国）

ほか